# We Are the People (bài hát của Martin Garrix)
"We Are the People" là một bài hát do DJ người Hà Lan Martin Garrix sáng tác và thể hiện, với sự kết hợp của Bono và the Edge từ ban nhạc rock Ireland U2. Bài hát đã được chính thức phát hành vào ngày 14 tháng 5 năm 2021 và là bài hát chính thức của Giải vô địch bóng đá châu Âu 2020. Bài hát này đã được biểu diễn lần đầu tiên tại lễ khai mạc trên sân vận động Olimpico ở Roma trong không gian ảo.

## Video âm nhạc
Video âm nhạc của bài hát này đã được ghi hình tại London, Anh, với sự tham gia của Bono và the Edge từ ban nhạc rock của Ireland U2. Video âm nhạc này cũng bao gồm một số cảnh quay từ buổi biểu diễn của họ tại Lâu đài Slane vào năm 2001.

## Giải vô địch bóng đá châu Âu 2020
Vào ngày 19 tháng 10 năm 2019, Garrix đã được công bố là nghệ sĩ âm nhạc chính thức của giải đấu này. Anh đã sản xuất bài hát chính thức của giải đấu, cùng với đó là nhạc dạo trước các trận đấu và bộ âm thanh phát sóng trên truyền hình.

## Những người thực hiện
- Martin Garrix - nhà sản xuất, nhạc sĩ, nhà soạn nhạc[7]
- The Edge - nhạc sĩ, nhà soạn nhạc[7]
- Bono - nhạc sĩ[7]
- Simon Carmody - nhạc sĩ[7]
- Giorgio Tuinfort - nhạc sĩ, nhà soạn nhạc, piano[7]
- Albin Nedler - nhạc sĩ, nhà soạn nhạc, thể hiện giọng hát nền[7]
- Kristoffer Fogelmark - nhạc sĩ, nhà soạn nhạc, thể hiện giọng hát nền[7]
- Pierre-Luc Rioux - đồng thể hiện guitar[4]
- Frank van Essen - string[4]

## Thống kê
| Thống kê (2021)                               | Vị trí cao nhất |
| --------------------------------------------- | --------------- |
| Áo (Ö3 Austria Top 40)                        | 28              |
| Bỉ (Ultratop 50 Flanders)                     | 10              |
| Bỉ (Ultratop 50 Wallonia)                     | 7               |
| Cộng hòa Séc (Singles Digitál Top 100)        | 81              |
| Cộng hòa Séc (Rádio Top 100)                  | 31              |
| Pháp (SNEP)                                   | 111             |
| Đức (GfK)                                     | 15              |
| Hungary (Rádiós Top 40)                       | 4               |
| Hungary (Single Top 40)                       | 9               |
| Iceland (Plötutíðindi)                        | 22              |
| Ireland (IRMA)                                | 74              |
| Ý (FIMI)                                      | 36              |
| Hà Lan (Dutch Top 40)                         | 2               |
| Hà Lan (Single Top 100)                       | 15              |
| Ba Lan (Polish Airplay Top 100)               | 11              |
| Bồ Đào Nha (AFP)                              | 100             |
| Slovakia (Rádio Top 100)                      | 76              |
| Slovakia (Singles Digitál Top 100)            | 87              |
| Thụy Điển (Sverigetopplistan)                 | 22              |
| Thụy Sĩ (Schweizer Hitparade)                 | 16              |
| Hoa Kỳ Adult Pop Airplay (Billboard)          | 40              |
| Hoa Kỳ Hot Dance/Electronic Songs (Billboard) | 12              |